# العلاقات الغرينادية الليختنشتانية
العلاقات الغرينادية الليختنشتانية هي العلاقات الثنائية التي تجمع بين غرينادا وليختنشتاين.

## مقارنة بين البلدين
هذه مقارنة عامة ومرجعية للدولتين:
| وجه المقارنة                                              | غرينادا                                         | ليختنشتاين                                 |
| --------------------------------------------------------- | ----------------------------------------------- | ------------------------------------------ |
| المساحة (كم2)                                             | 348                                             | 16                                         |
| عدد السكان (نسمة)                                         | 107.83 ألف                                      | 37.47 ألف                                  |
| الكثافة السكانية (ن./كم²)                                 | 30.99 ألف                                       | 234.19 ألف                                 |
| العاصمة                                                   | سانت جورجز                                      | فادوتس                                     |
| اللغة الرسمية                                             | لغة إنجليزية، لغة غرينادا الكريولية الإنجليزية ‏ | اللغة الألمانية                            |
| العملة                                                    | دولار شرق الكاريبي                              | فرنك سويسري                                |
| الناتج المحلي الإجمالي (بليون دولار)                      | 1.12 مليار                                      | 6.29 مليار                                 |
| الناتج المحلي الإجمالي (تعادل القوة الشرائية) بليون دولار | 1.45 مليار                                      |                                            |
| الناتج المحلي الإجمالي الاسمي للفرد دولار أمريكي          | 9.21 ألف                                        |                                            |
| الناتج المحلي الإجمالي للفرد دولار أمريكي                 | 12.43 ألف                                       |                                            |
| مؤشر التنمية البشرية                                      | 0.750                                           | 0.908                                      |
| رمز المكالمات الدولي                                      | +1473                                           | +423                                       |
| رمز الإنترنت                                              | .gd                                             | .li                                        |
| المنطقة الزمنية                                           | 00                                              | توقيت وسط أوروبا، ت ع م+01:00، ت ع م+02:00 |

## منظمات دولية مشتركة
يشترك البلدان في عضوية مجموعة من المنظمات الدولية، منها:
| علم المنظمة | اسم المنظمة                   | تاريخ انضمام غرينادا | تاريخ انضمام ليختنشتاين |
| ----------- | ----------------------------- | -------------------- | ----------------------- |
|             | الاتحاد البريدي العالمي       | ?                    | ?                       |
|             | الاتحاد الدولي للاتصالات      | 17 نوفمبر 1981       | 25 يوليو 1963           |
|             | منظمة حظر الأسلحة الكيميائية  | ?                    | ?                       |
|             | منظمة التجارة العالمية        | ?                    | ?                       |
|             | منظمة الشرطة الجنائية الدولية | ?                    | ?                       |
|             | الأمم المتحدة                 | 17 سبتمبر 1974       | 18 سبتمبر 1990          |